# Pokémon X e Y
Pokémon X (ポケットモンスター Ｘ?, Poketto Monsutā X, Pocket Monsters X) e Pokémon Y (ポケットモンスター Ｙ?, Poketto Monsutā Y, Pocket Monsters Y) sono due videogiochi di ruolo della serie Pokémon per Nintendo 3DS.
Annunciati l'8 gennaio 2013 nel corso del Pokémon Direct, i titoli sono disponibili dal 12 ottobre 2013. I videogiochi sono disponibili in sette lingue, selezionabili dal menu principale: inglese, giapponese, francese, italiano, tedesco, coreano e spagnolo. Nel secondo Pokémon Direct viene annunciata la funzionalità cloud denominata Banca Pokémon.
Il 25 ottobre 2013 è stata resa disponibile la prima patch del videogioco. Il 13 dicembre è stata pubblicata la versione 1.2. L'aggiornamento 1.3, disponibile dal 29 ottobre 2014, risolve alcuni problemi presenti nelle versioni precedenti.
I nomi dei due videogiochi, come rivelato da Jun'ichi Masuda, sono ispirati agli assi cartesiani.

## Trama
Il protagonista è un ragazzo o una ragazza che vive a Borgo Bozzetto, una città della regione di Kalos. Insieme a quattro amici, Shana, Tierno, Trovato e Serena/Calem, l'allenatore (impersonato da Calem o Serena, a seconda che il sesso del protagonista sia maschile o femminile) riceverà uno dei tre Pokémon iniziali, Chespin, Fennekin o Froakie, e il Pokédex. Il protagonista otterrà successivamente dal Professor Platan uno dei tre starter di Kanto: Bulbasaur, Charmander o Squirtle.
Nella regione vivono i Pokémon leggendari Xerneas e Yveltal. A Kalos opera inoltre il Team Flare, un'organizzazione criminale che ha intenzione di sterminare l'intera razza umana per mettere fine alle guerre ed alle ingiustizie commesse dagli uomini.

## Modalità di gioco
Il gioco utilizza grafica tridimensionale e CGI.
Oltre ad introdurre nuovi Pokémon appartenenti alla sesta generazione, Pokémon X e Y presentano il nuovo tipo Folletto. Sono state inoltre aggiunte le megaevoluzioni. Tra le altre caratteristiche figurano il Poké io&te, le Lotte Aeree, il Super Allenamento Virtuale ed il PSS (Player Search System), oltre alla possibilità di realizzare foto e videoclip del protagonista, che potrà cambiare acconciatura e abbigliamento.

### Pokémon esclusivi
Nel videogioco Pokémon X non è possibile catturare i Pokémon Shellder, Cloyster, Omanyte, Omastar, Kabuto, Kabutops, Heracross, Larvitar, Pupitar, Tyranitar, Electrike, Manectric, Purrloin, Liepard, Throh, Spritzee, Aromatisse, Skrelp, Dragalge e Yveltal. In Pokémon Y non sono disponibili Staryu, Starmie, Pinsir, Houndour, Houndoom, Poochyena, Mightyena, Aron, Lairon, Aggron, Lileep, Cradily, Anorith, Armaldo, Sawk, Swirlix, Slurpuff, Clauncher, Clawitzer e Xerneas. Le due versioni si differenziano inoltre per la presenza di differenti megaevoluzioni dei Pokémon Charizard e Mewtwo.

## Critica
Le prime recensioni relative a Pokémon X e Y risultano essere positive, oltre a svelare nuove caratteristiche dei due titoli. Jose Otero di  IGN muove una critica nei confronti dell'intelligenza artificiale degli allenatori. Da alcuni commentatori non è stata apprezzata l'introduzione delle megaevoluzioni e criticato il movimento ad otto direzioni.

## Accoglienza
Nintendo ha annunciato che le vendite combinate di Pokémon X e Y hanno superato le 4 milioni di unità in soli due giorni. Secondo l'azienda negli Stati Uniti d'America un possessore su cinque di Nintendo 3DS ha acquistato una copia del gioco nelle prime quattro settimane dal lancio. Al 31 marzo 2021 le vendite di Pokémon X e Y hanno totalizzato 16,53 milioni di unità. La rivista Famitsū ha riportato che i due titoli sono stati i giochi più venduti in Giappone nel periodo compreso tra il primo aprile 2013 e il 3 aprile 2014.